# Cantonul La Loupe
Cantonul La Loupe este un canton din arondismentul Nogent-le-Rotrou, departamentul Eure-et-Loir, regiunea Centru, Franța.

## Comune
| Comune                      | Populație (1999) | Cod poștal | Cod INSEE |
| --------------------------- | ---------------- | ---------- | --------- |
| Belhomert-Guéhouville       | 822              | 28240      | 28033     |
| Champrond-en-Gâtine         | 488              | 28240      | 28071     |
| Les Corvées-les-Yys         | 289              | 28240      | 28109     |
| Fontaine-Simon              | 874              | 28240      | 28156     |
| Friaize                     | 216              | 28240      | 28166     |
| La Loupe                    | 3 465            | 28240      | 28214     |
| Manou                       | 564              | 28240      | 28232     |
| Meaucé                      | 513              | 28240      | 28240     |
| Montireau                   | 124              | 28240      | 28264     |
| Montlandon                  | 275              | 28240      | 28265     |
| Saint-Éliph                 | 837              | 28240      | 28335     |
| Saint-Maurice-Saint-Germain | 401              | 28240      | 28354     |
| Saint-Victor-de-Buthon      | 541              | 28240      | 28362     |
| Le Thieulin                 | 392              | 28240      | 28385     |
| Vaupillon                   | 478              | 28240      | 28401     |